# Heteroconis wauensis
Heteroconis wauensis is een insect uit de familie van de dwerggaasvliegen (Coniopterygidae), die tot de orde netvleugeligen (Neuroptera) behoort. 
De wetenschappelijke naam Heteroconis wauensis is voor het eerst geldig gepubliceerd door New in 1988.